# Cymoblemma crenelata
Cymoblemma crenelata là một loài bướm đêm trong họ Noctuidae.